# 磐田市消防署
磐田市消防署（いわたししょうぼうしょ）は、静岡県磐田市にある消防署である。

## 所管区域
- 磐田市全域

## 所在地
- 本署 磐田市今之浦二丁目14番地2
- 東部分遣所 磐田市岩井1907-4
- 福田分遣所 磐田市南島237
- 竜洋分遣所 磐田市白羽698-1
- 豊田分遣所 磐田市森岡119-1
- 豊岡分遣所 磐田市合代島438-1

## 沿革
- 2005年4月：市町村合併に伴い、これまでの組織名磐南消防組合を解散、磐田市消防本部・磐田市消防署を設置